# Выход в красное
«Выход в красное» (англ. Exit in red) — американский драматический художественный фильм, поставленный режиссёром Юреком Богаевичем в 1996 году. Главные роли исполнили Микки Рурк, Кэрри Отис, Энтони Майкл Холл и Аннабел Шофилд.

## Сюжет
Эд Олтмен — разорившийся психиатр. Его преследуют одни неудачи, к тому же погибает один из его пациентов, и Эд становится в этом деле главным подозреваемым. Адвокат Эда, очаровательная Кэт, разделяет все его трудности и испытывает к своему клиенту глубокие чувства. Однако они уже не взаимны: Эд влюбился в Элли, жену своего больного, коррумпированного дельца Ника Филлипса. И это стало самой большой ошибкой в его жизни.

## В ролях
- Микки Рурк — Эд Олтмен
- Кэрри Отис — Кэт
- Энтони Майкл Холл — Ник Филлипс
- Аннабел Шофилд[нем.] — Элли